# 鐘楼
鐘楼（しょうろう、しゅろう）とは、寺院や教会などにおいて鐘を設置するために設けられた施設。ただし、「鐘楼」と称していても東洋の鐘と西洋の鐘には様式に違いがあるほか、建築学の文献等では教会建築のカンパニーレ（鐘塔）は鐘楼と別に立項されることもあり様式的には違いがある。

## 東洋の鐘楼
鐘楼（しょうろう、しゅろう）は寺院内において梵鐘を吊るすために設けられた建物をいう。釣鐘堂、鐘つき堂、鐘楼堂とも言う。また、梵鐘は撞くかねであり撞楼（しゅろう）という字をあてることもある。
梵鐘ではなく太鼓を吊るした建物は鼓楼という。ただし、鐘楼や鼓楼のすべてが楼造というわけではない。

### 中国

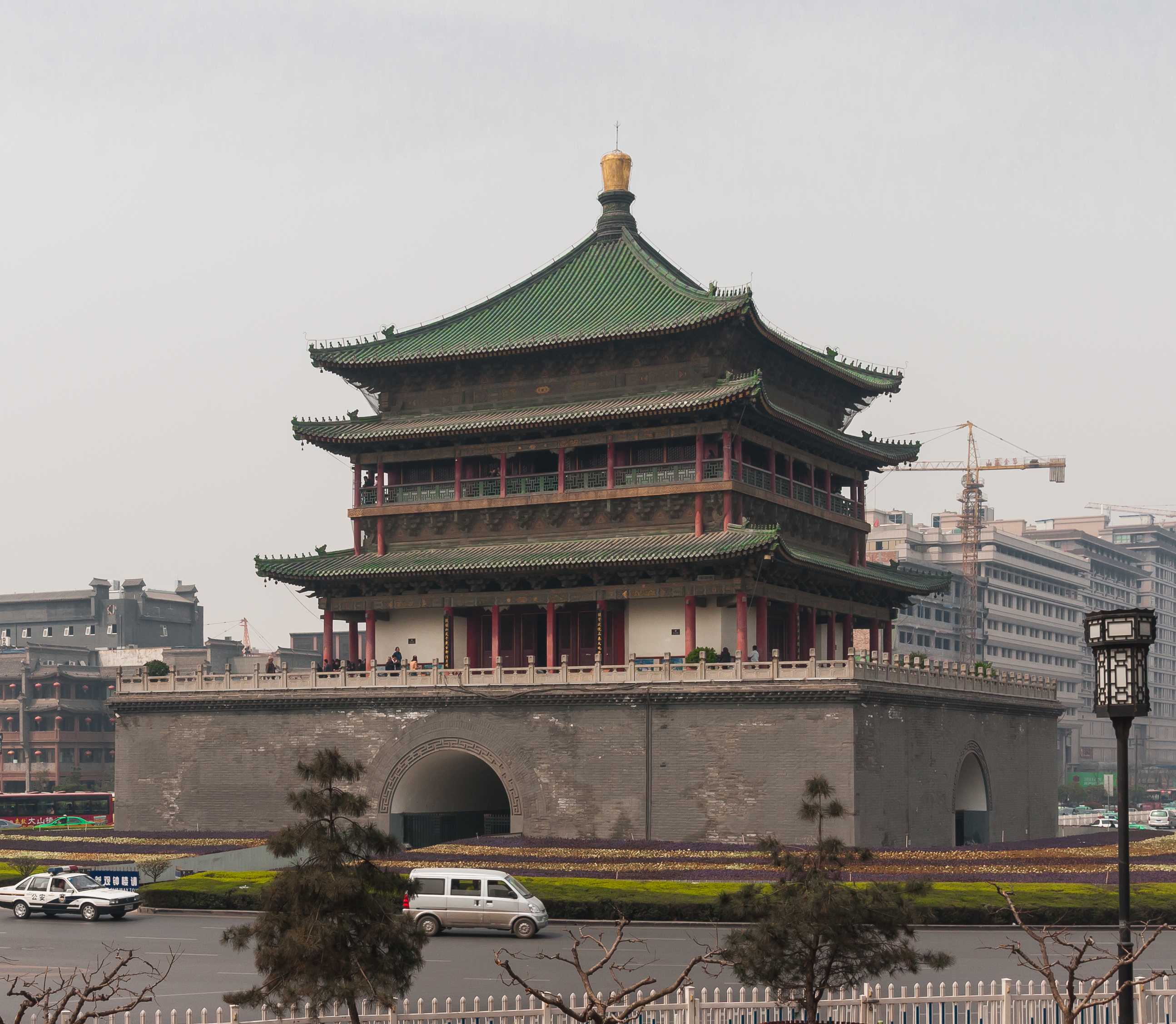
西安鐘楼

北魏から唐代の頃には宮殿内に鼓楼と共に配置されていた。
著名なものに西安の鐘楼があり、陝西省西安市の城内の中心の東西南北4条の大街が交差するところに建てられている。明初の1384年に建造された。当初は現在の北広済街口にあり、鼓楼と並び立っていたが、1582年に現在地に移築された。

### 日本
日本の奈良時代の伽藍では経蔵と東西に向き合うような形で建てられた。しかし平安時代以降になると伽藍での配置はさほど厳格ではなくなった。
室町時代になると、山門と一体化し、鐘門となった事例もある。
鐘をつくことは供養であるとされ、中宮寺の天寿国曼荼羅に入母屋造の鐘楼がある。その中には鐘が吊るされ、人が撞木でそれを撞くところが描かれている。古い例に法隆寺西院のものがある。切妻造、腰には組こうらんがめぐらされている。のちに、法隆寺東院、新薬師寺、石山寺のような袴腰造、東大寺のもののような吹放ち（ふきはなち）のものも現れた。
重い鐘を吊り下げることを前提とした建物のバランス構造となっていたため、戦時中に供出された鐘楼では重い石を吊り下げたとの話もある。

#### 著名な鐘楼
- 法隆寺鐘楼 （国宝）
- 法隆寺東院鐘楼 （国宝）
- 東大寺鐘楼 （国宝）
- 妙成寺鐘楼 （重要文化財）
- 石山寺鐘楼 （重要文化財）
- 長谷寺鐘楼 （重要文化財）
- 霊山寺鐘楼 （重要文化財）
- 朝光寺鐘楼 （重要文化財）
- 長遠寺鐘楼 （重要文化財）
- 鶴林寺鐘楼 （重要文化財）

#### ギャラリー

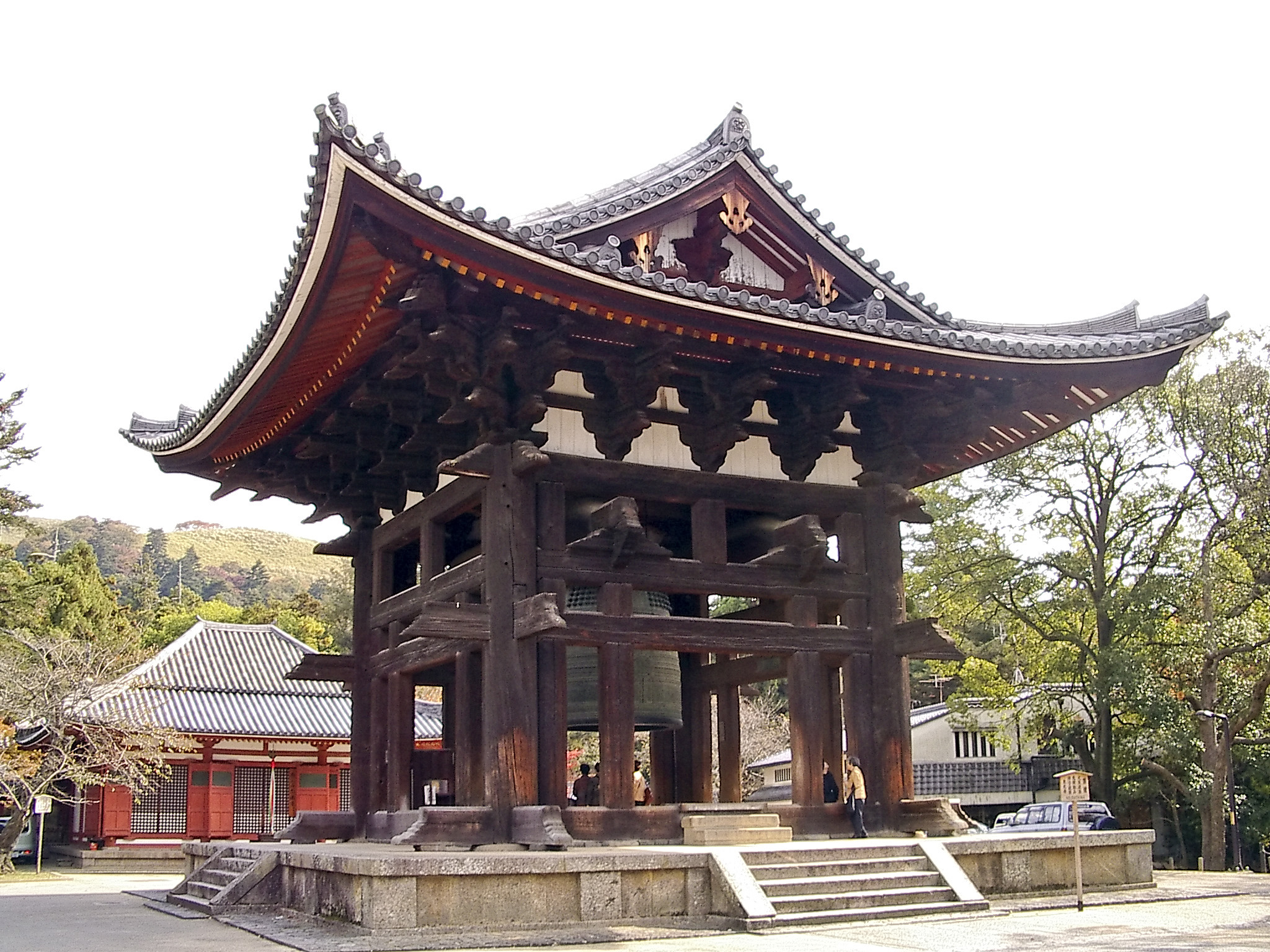
鐘楼（東大寺、奈良市）
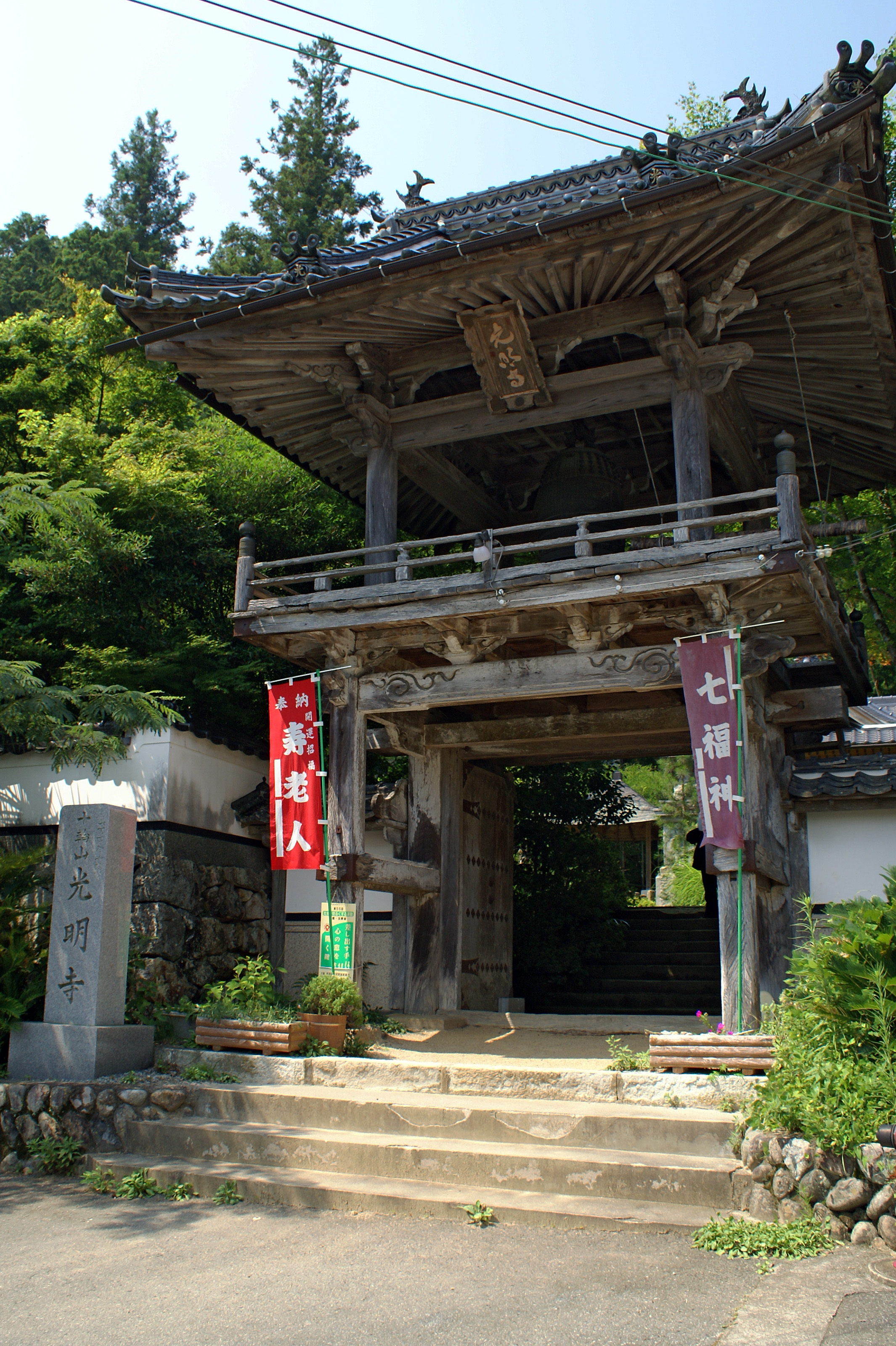
鐘門（光明寺、佐用町）
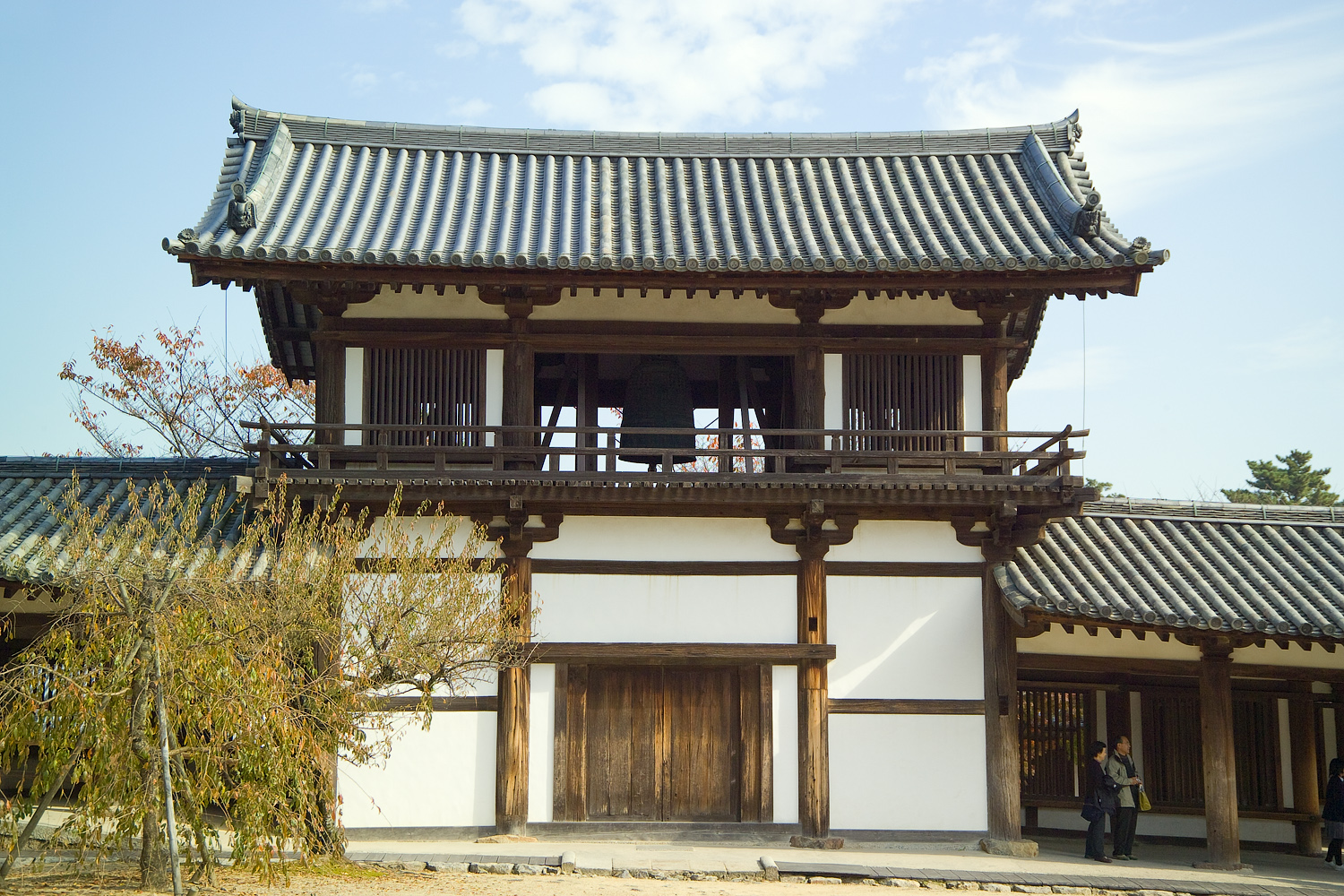
法隆寺鐘楼
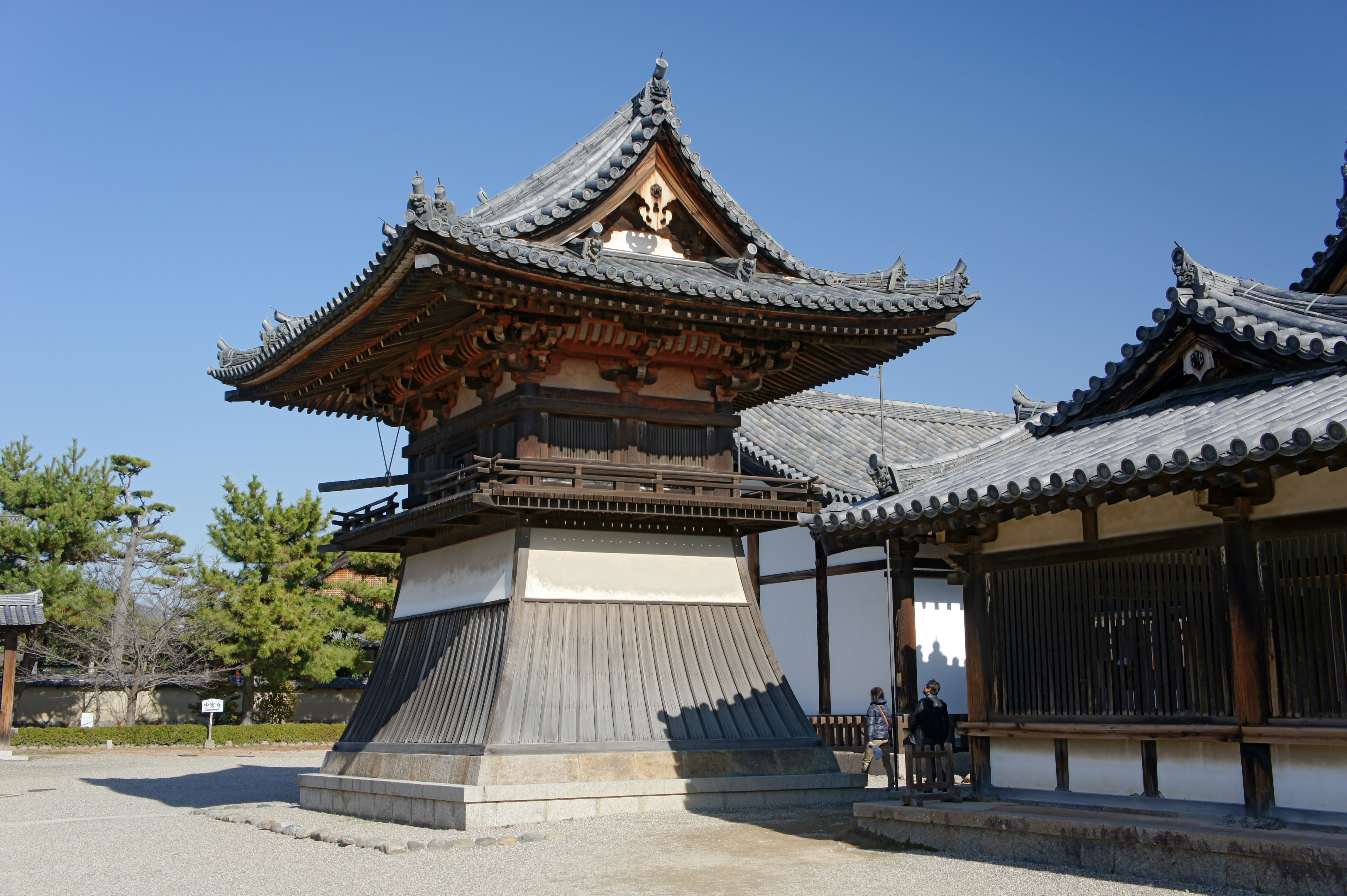
法隆寺東院鐘楼
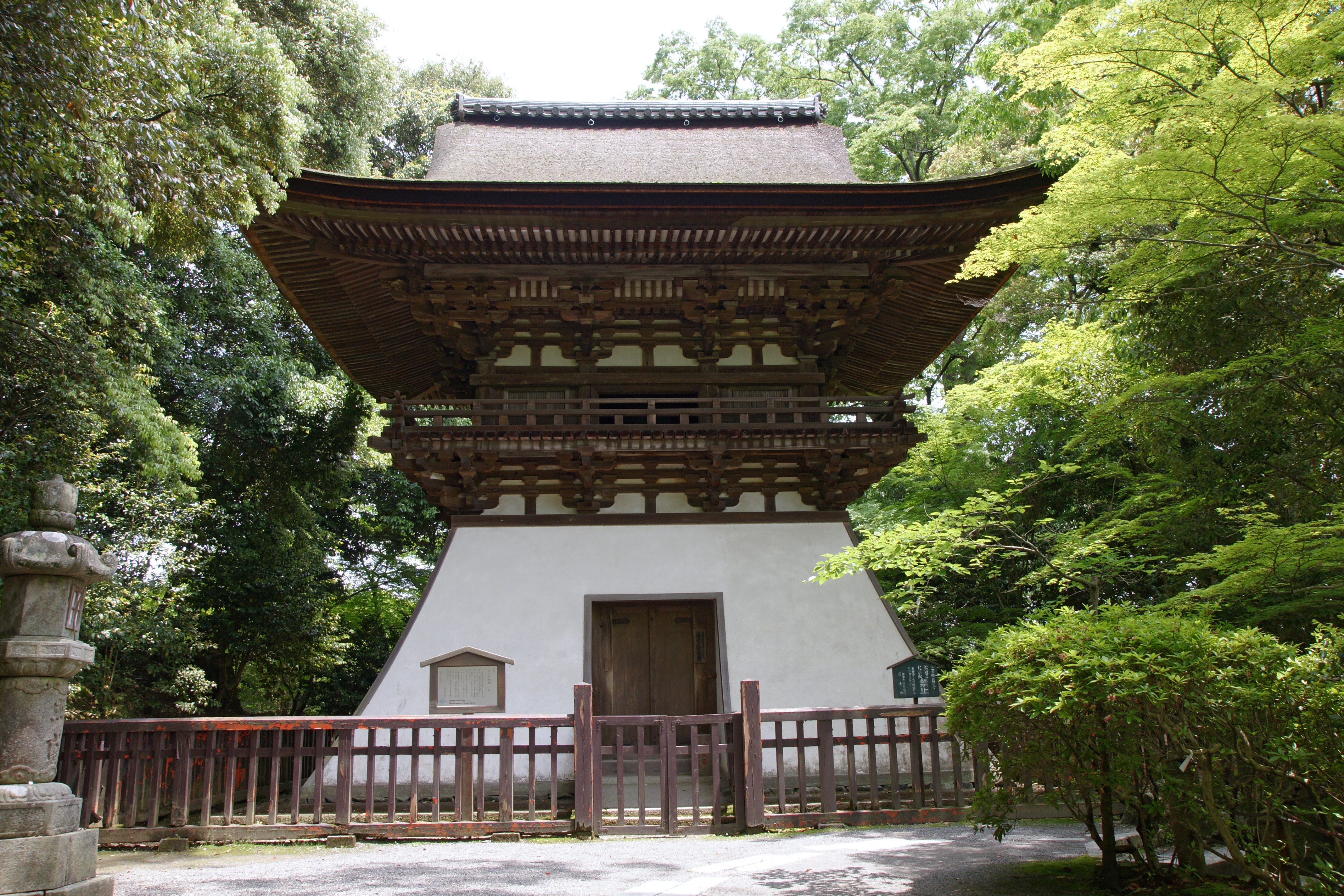
石山寺鐘楼
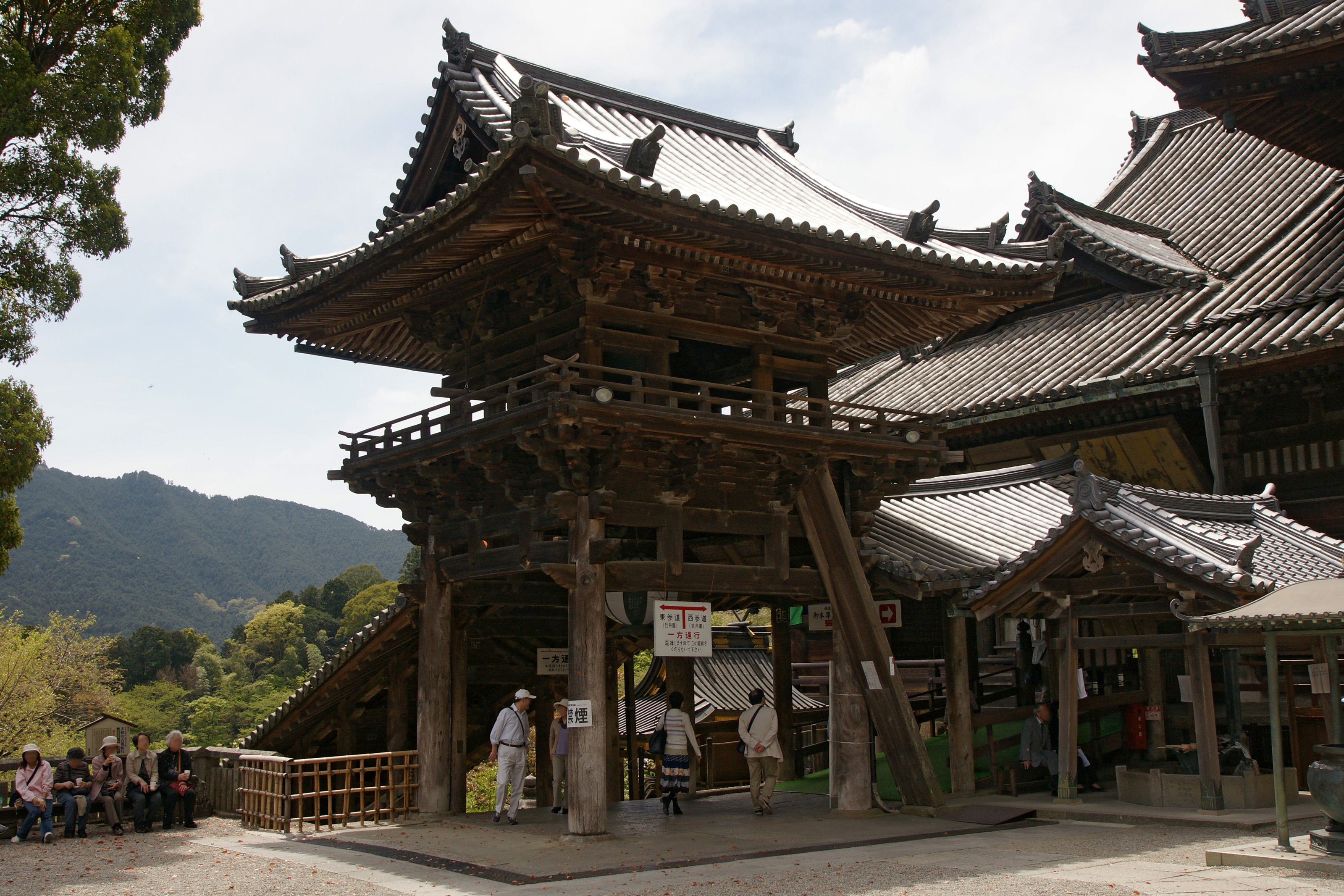
長谷寺鐘楼
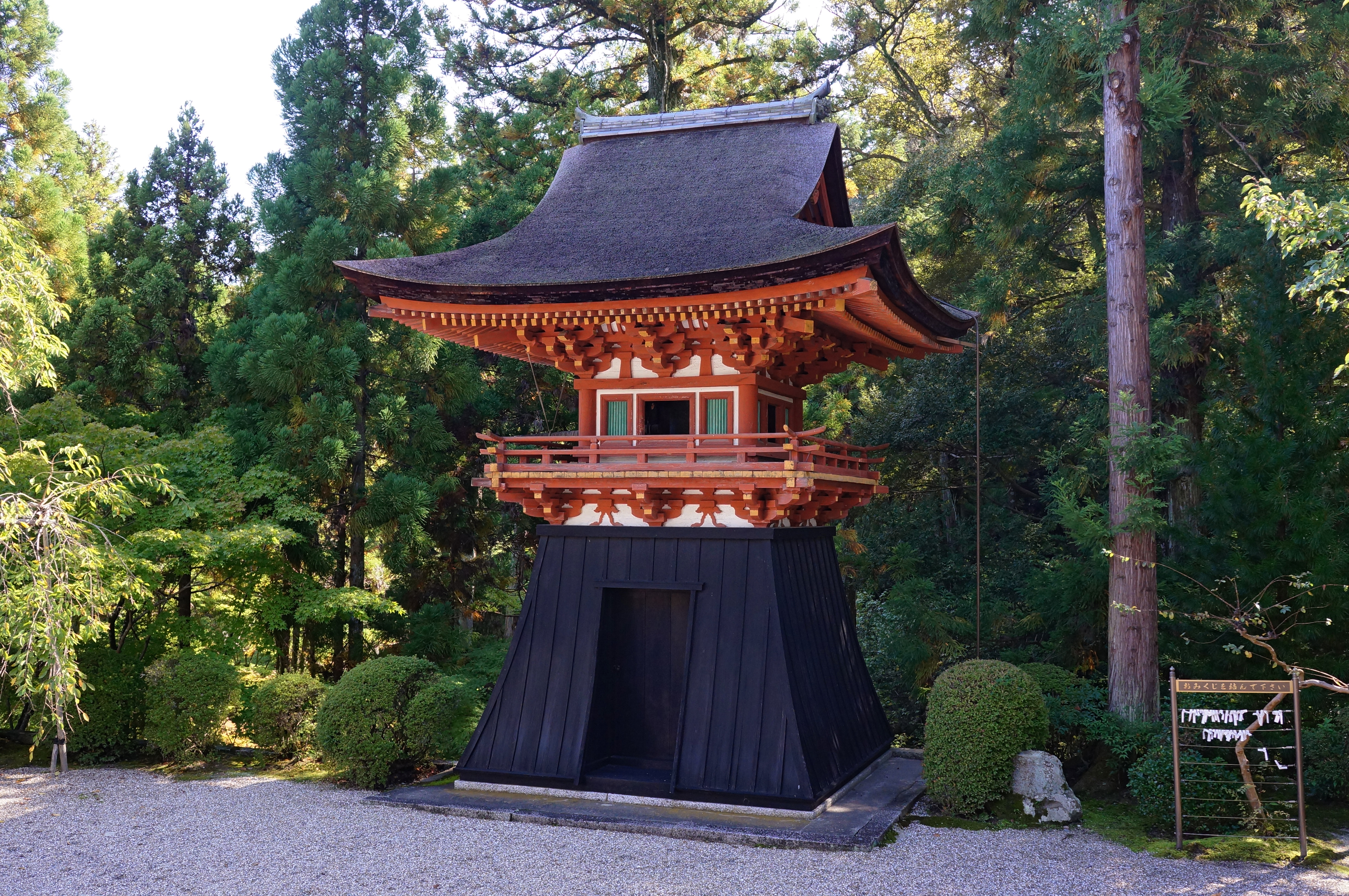
霊山寺鐘楼
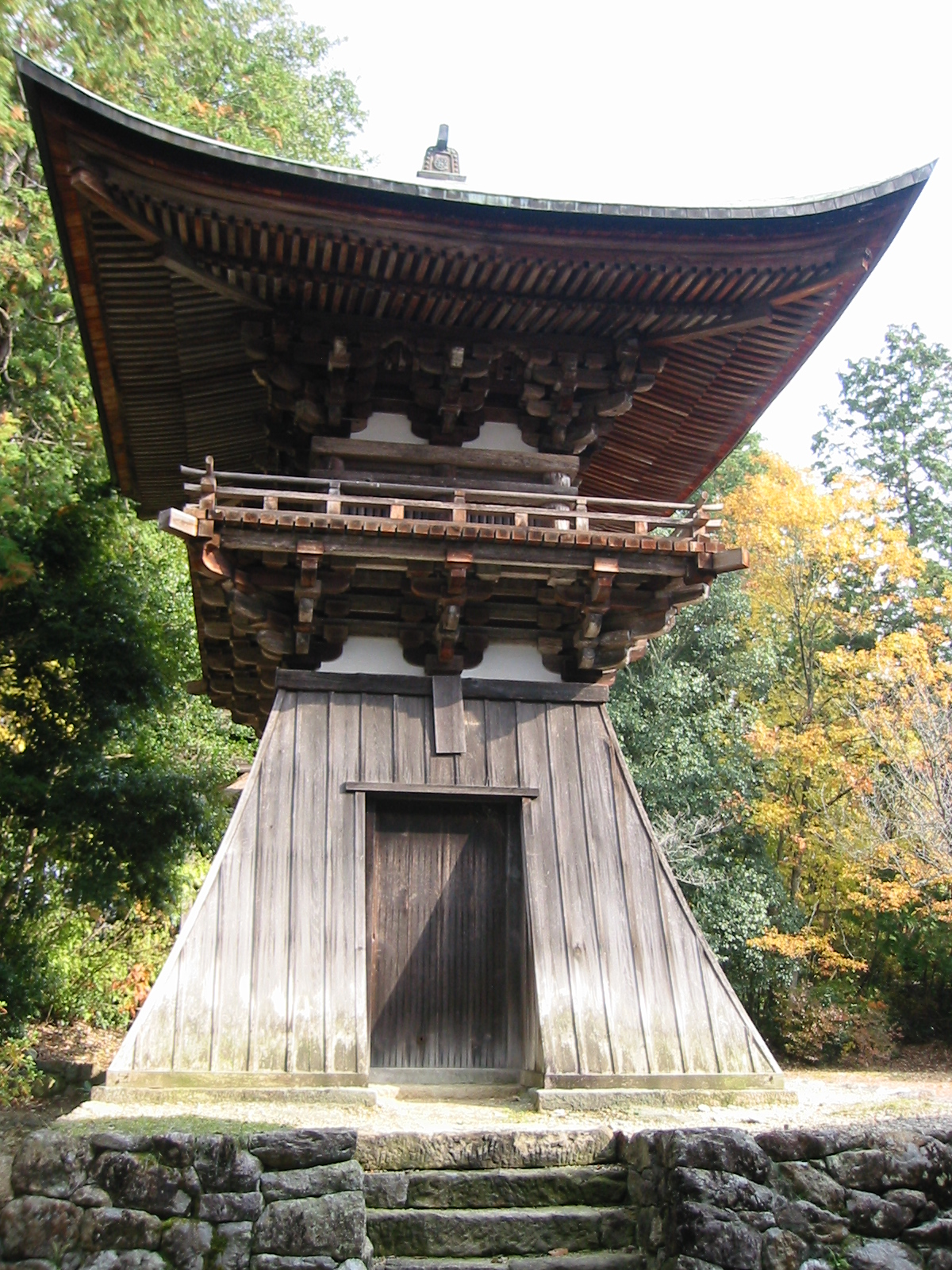
朝光寺鐘楼
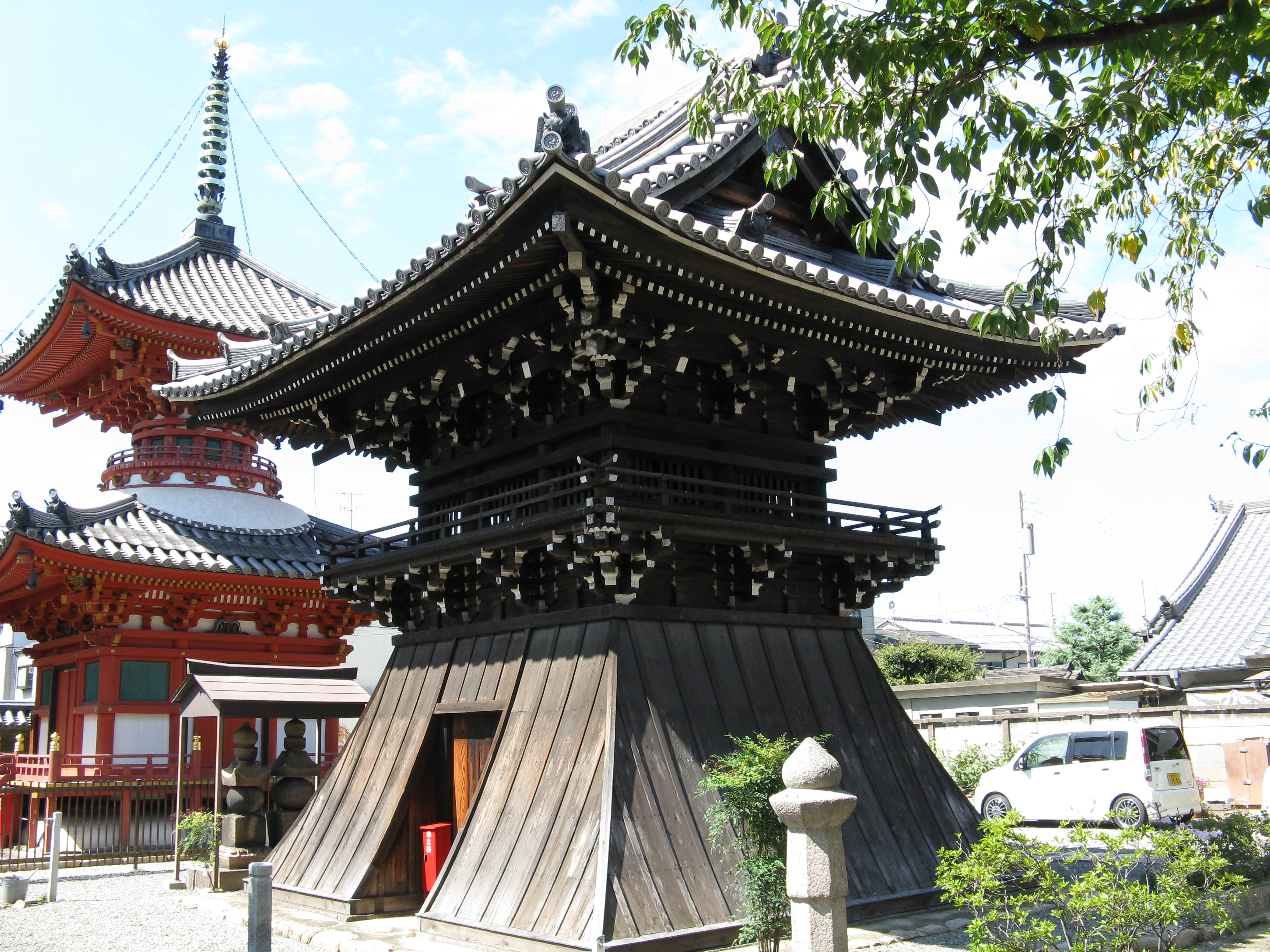
長遠寺鐘楼
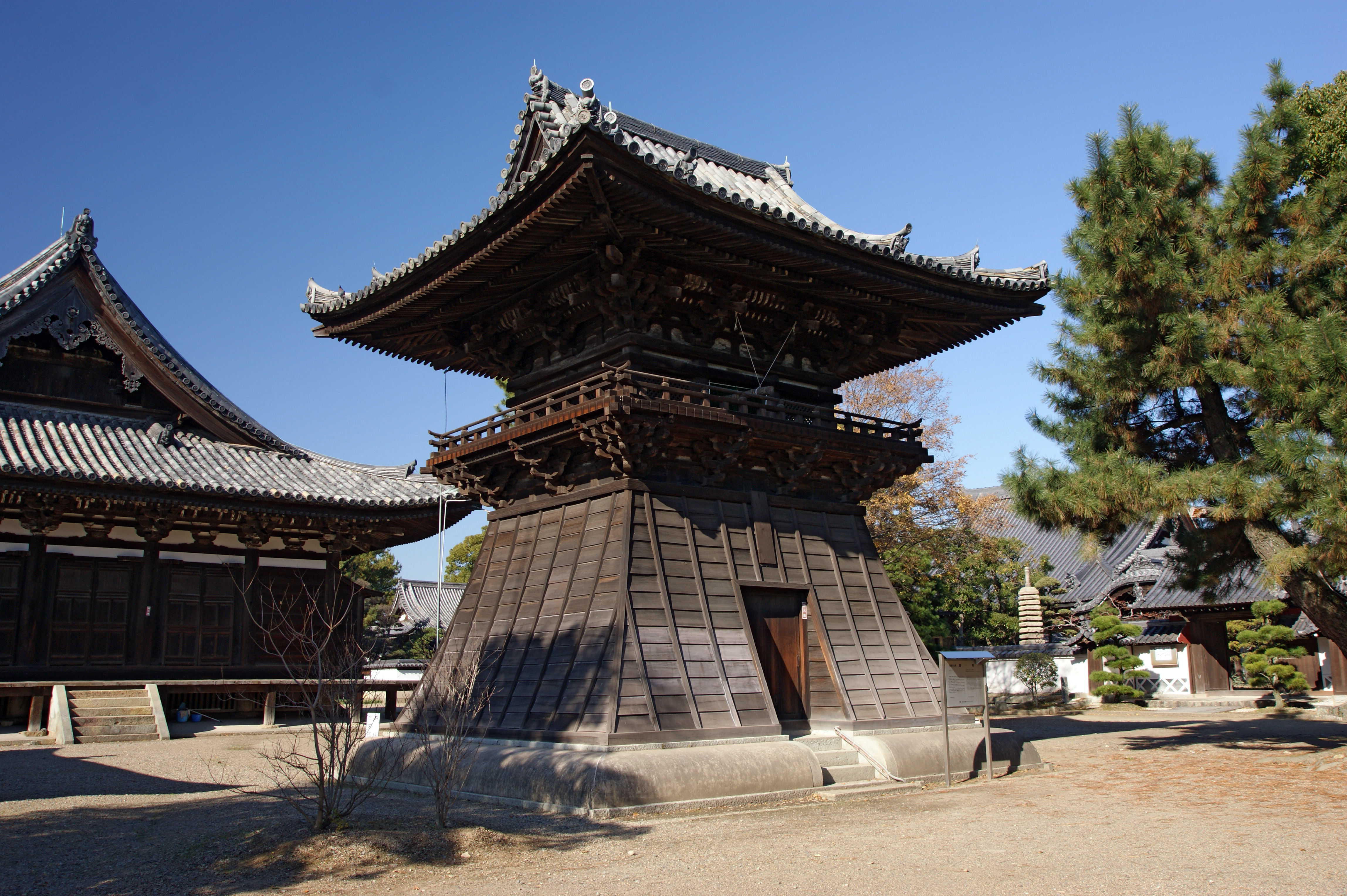
鶴林寺鐘楼

## 西洋の鐘楼

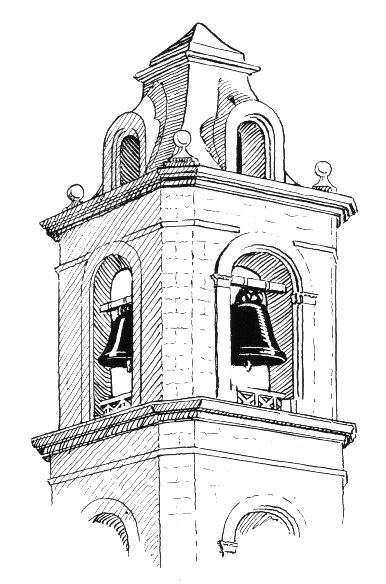

### カンパニーレ
「鐘楼」の語はカンパニーレ（イタリア語: campanile）のような教会建築において鐘を設置するための塔を指しても用いられる。独立して建てられた鐘楼については、他言語でも多くイタリア語のcampanileの語が用いられる。

### 著名な鐘楼
- ベルギーとフランスの鐘楼群
- シエナ大聖堂
- ジョットの鐘楼
- 鐘楼 (サンマルコ広場)
- ビッグ・ベン